# Варварина Гора (могильник)
Варварина Гора — древнемонгольский могильник X—XI веков, расположенный в Заиграевском районе Республики Бурятии. Представлен захоронениями в деревянных колодах с человеческими останками и предметами инвентаря. Комплекс погребений относится к первым монгольским племенам, продвигавшимся в конце 1-го — начале 2-го тысячелетия из степных районов Центральной Азии на север. Могильник открыт в 1973 году И. В. Асеевым. Было исследовано девять погребений, в шести из них были найдены человеческие останки. Сохранилось 18 надмогильных кладок, не подвергавшихся раскопкам.
Памятник является объектом культурного наследия России федерального значения.

## Географическое положение
Могильник находится в Заиграевском районе Республики Бурятии, в 4 км севернее села Старая Брянь на горе Данилина в местности Страшная падь, на седловинах и склонах в залесённой части на высоте 45—50 м над уровнем реки Брянки на её левом берегу, в 200 метрах к северу от памятника природы — поселения Варварина Гора.
Могильник получил своё название по расположенной неподалёку позднепалеолитической стоянки Варварина Гора, раскопки которой проводились одновременно с раскопками могильника. Стоянка же своё название получила по недоразумению, в окрестностях нет горы с официальным названием «Варварина», ближайший топоним с именем «Варвара», относится к Варвариной пади, расположенной в трёх километрах к западу от памятника. Сама же позднепалеолитическая стоянка, как и могильник, располагается у подножия горы Данилина, высота которой не превышает 700 м, в то же время местные жители называют эту гору «Варвариной» или «Ведьминой». Позднепалеолитическое местонахождение под названием «Варварина Гора» вошло в научный оборот благодаря публикации академика А. П. Окладникова от 1974 года в сборнике «Археологические открытия 1973 года», в котором стоянка получила своё современное название. Последующие публикации разных авторов стали использовать это название стоянки.

### Легенда о происхождении названия горы
Существует легенда, что в одной из заиграевских деревень в 20—30 годы прошлого века объявилась женщина по имени Варвара, которую местные жители посчитали колдуньей и изгнали. По другой версии Варвара не ужилась с новой советской властью, поэтому ушла от остальных людей. Поскитавшись по соседним деревням в надежде найти приют, она поселилась на одной из вершин Страшной пади. Пребывала она в полном отшельничестве, жила в небольшой пещере, а позже построила себе маленький дом. Её жизнь в отшельничестве, только укрепила местных в мысли о том, что изгнанница как-то связана с нечистой силой. Потому они стали называть её ведьмой, а одну из вершин Страшной пади, где проживала колдунья, прозвали Ведьминой или Варвариной горой, по её имени.

## История исследований
Поселение Варварина Гора было открыто в 1961 году при строительстве ЛЭП. Впервые осматривалось в 1964 году исследователями Д.-Д. Б. Базаровым и Е. А. Хамзиной. Первые раскопки в 1973—1978 годы проводила экспедиция Саянского отряда Северо-Азиатской комплексной экспедиции Института истории, филологии и философии СО АН СССР (сейчас — Институт археологии и этнографии СО РАН) под руководством А. П. Окладникова (начальник отряда И. В. Асеев).
В 1973 году неподалёку от этого поселения И. В. Асеевым, который проводил раскопки в 1973—1974 годы, было найдено древнемонгольское захоронение датируемое развитым средневековьем. И. В. Асеевым было исследовано девять погребений, в шести из них были найдены человеческие останки. Сохранилось 18 надмогильных кладок, не подвергавшихся раскопкам.
В 2010 году памятник был обследован археологическим отрядом Бурятского научно-производственного центра по охране и использованию памятников истории и культуры под руководством Б. А. Базарова.

## Могильник
Памятник представлен захоронениями в деревянных колодах, которые покрыты кусками скальной породы в два-три слоя. Четыре погребения выделяются на поверхности мощными каменными кладками в виде овала, вытянутого с севера на юг, остальные погребения едва видны, кладки у них плоские, задернованные и среди обломков скал почти незаметные. Погребение № 2 имеет нарушенную структуру кладки (центральная часть вспучена, юго-восточная — развалена), из-за выросшего по центру погребения дерева, корневая система которого вместе с корневой системой другого дерева, выросшего в 120 см от него, и повредили кладку.
Все погребённые в могильнике дети и взрослые покоились на спине, головой на север с незначительными отклонениями в ту или иную сторону. Взрослые были погребены в домовинах из досок или в выдолбленной колоде (погребения № 1 и 8), а дети — в домовинах из бересты (погребения № 2, 3 и 4). Под тремя кладками прослеживались могильные ямы без костяков, две из них (погребение № 5 и 7) ориентированы своей длинной стороной с востока на запад. В этом могильнике при погребении детей соблюдался такой же обряд захоронения, как и для взрослых. В некоторых погребениях (погребения № 3, 4, 5) могильная яма перекрывалась дополнительной кладкой из камней. По наличию в четырёх захоронениях древесных углей И. В. Асеев предположил, что неотъемлемой частью погребального обряда у племён Забайкалья в 1-м тысячелетие был обряд очищения огнём.
По устройству надмогильных кладок и деревянных домовин, а также домовин из бересты, могильник Варварина Гора похож на Сэгенутский могильник, раскопанный А. П. Окладниковым. В упомянутом могильнике также были обнаружены кости барана, а сами захоронения находились в домовинах из деревянных досок и в берестяных мешках. Таким образом комплекс погребений хронологически синхронен Сэгенутскому могильнику таёжной зоны Прибайкалья и относится к «лесным» монголам, которые вели оседлый образ жизни. Сэгенутский могильник датирован X — началом XI века. А. П. Окладников предположил, что могильник Варварина Гора относится к первым монголам, которые появились на верхней Лене в X—XI веках. Это также подтверждается и историческими источникам, согласно которым к XI веку на землях вокруг Байкала, расселились монгольские племена. Инвентарь, найденный в погребениях на Варвариной Горе, аналогичен инвентарю, найденному в могильниках на сопке Тапхар, датированных X—XIII веками. Таким образом, И. В. Асеевым было предположено, что могильник Варварина Гора относится к X — началу XI веков и этнически принадлежит первым монгольским племенам, продвигавшимся в конце 1-го — начале 2-го тысячелетия из степных районов Центральной Азии на север.
Памятник представляет значительную ценность как в области погребального обряда и хозяйственного быта, так и в этнокультурной принадлежности средневековых жителей притаёжной и таёжной зоны Забайкалья.

## Исследованные погребения

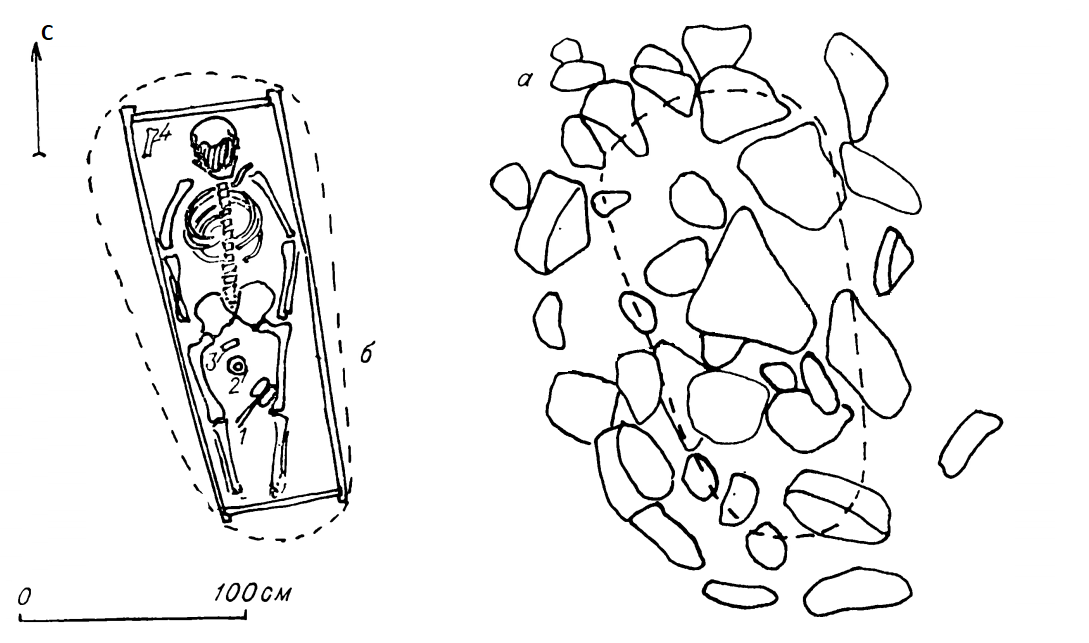
Погребение № 1. а) курган и расположение могильной ямы. б) положение костяка. Изделия из железа: 1 — ножницы; 2 — кольцо; 3 — трубочка-игольник; 4 — кость барана.

Погребение № 1 имеет кладку овальный формы размером 2 на 2,5 метра, вытянутой с юга на север с небольшим отклонением. Кладка выполнена из кусков скальной породы, выходы которой в изобилии находятся в 50 м к западу от кургана, плотно выложенных в два слоя. Сразу под кладкой было найдено могильное пятно (пылевая супесь вперемешку с белой глиной), длиной около 200 см, подтреугольной формы с закруглёнными углами. В засыпке могильной ямы встречались в небольшом количестве древесные угольки. На глубине 60 см под этой кладкой находилась домовина из досок плохой сохранности, перекрытая дощатой крышкой, которая прогнила, провалилась, из-за чего отдельные кости скелета вросли в неё. Погребённый лежал на спине головой на север, кисти рук располагались на бёдрах. У головы погребённого, в углу гроба, располагалась вертикально установленная трубчатая кость голени барана, которая торчала сквозь крышку домовины. На левой бедренной кости лежали большие железные ножницы, остриём к ступням, у кисти правой руки располагалось железное кольцо и железная трубочка-игольница небольшого размера, предположительно эти предметы когда-то лежали в сумке. Лицевая часть черепа покойного разрушилась, сохранилась только черепная коробка с частью левой глазницы. Нижняя челюсть покойного очень плохо сохранилась.
Погребение № 2 имеет овальную кладку из гранитных глыб, вытянутую с севера на юг с отклонением к востоку на 30 градусов. Мощность кладки 25—30 см. В центре кладка была вспучена из-за росшей здесь сосны. На глубине 30 см под кладкой было найдено небольшое овальное могильное пятно размером 40 на 120 см. На глубине 70 см вытянуто, головой на северо-восток, располагался детский скелет средней сохранности, положенный на спину. Лицевая часть черепа покойного не сохранилась. Руки покоились на бёдрах. Длина скелета составляла 100 см. На височных костях сохранились бронзовые серьги из тонкой проволоки, загнутой в виде вопросительного знака. Одна серьга сохранилась хорошо, от другой удалось найти только два фрагмента.
Погребение № 3 на поверхности было представлено неплотным набросом камней диаметром 170 см, под которым на глубине 50 см в западном углу раскопа находились кости ребёнка. Скелет плохо сохранился, остались только одна локтевая и две плечевые кости, и разбросанные кости черепа у северо-восточной стенки погребения. Других находок не было.
У погребения № 4 овальная кладка в два-три слоя, выполненная из кусков скальной породы, была вытянута с юго-запада на северо-восток. На глубине 20 см выявлены отдельно выступающие камни кладки перекрытия, часть которой разобрана грабителями и сложена в полуметре к западу от неё. Под кладкой перекрытия на глубине 50 см располагалось овальное могильное пятно размером 95 см на 34 см. На дне могильной ямы была обнаружена берестяная домовина, которая в результате давления перекрывающего её слоя приобрела чашевидную форму. Ширина домовины составляет 35 см, длина — 80 см и высота — от 7 до 12 см. И. В. Асеев предположил, что первоначально домовина имела вид своеобразной упаковки — продолговатой коробки. Погребённый был обёрнут берестой сначала поперёк, а затем вдоль туловища. Береста сохранилась средне, местами сквозь неё прослеживались кости ребёнка. Больше никаких находок не было.
Погребение № 5 имеет овальную кладку, неплотно выложенную из крупных кусков скальной породы диаметрами 170 и 200 см. Под ней располагалась кладка перекрытия из горизонтально уложенных плит, лежащих внахлёст, но не перекрывающих могильное пятно. Длина кладки перекрытия составляла 170 см, длина могильного пятна — 200 см, ширина пятна — от 50 до 60 см. Могильное пятно было ориентировано с запада на восток. Стенки могильной ямы прослеживались достаточно хорошо. Человеческих костей обнаружено не было, но на дне могильной ямы, на глубине 70 см, посередине и в западной части найдены два бараньих позвонка. Здесь также было найдено несколько древесных угольков.
Кладка погребения № 6 состояла из неплотно уложенных кусков скальной породы диаметром 150 см. Мощность кладки 20—25 см. Был заложен квадратный раскоп со стороной 200 см, ориентированный по диагонали с севера—востока на юго—запад. В южном углу раскопа на глубине 30 см обозначилось ярко—вишнёвое пятно. Была сделана метровая прирезка, в результате чего получилось выявить могильное пятно, которое по контуру имело сажистую полоску. Само могильное пятно имело овальную форму с длиной 150 см и шириной посередине 70 см, ориентированную с севера на юг. Никаких находок не было.
Погребение № 7 расположено в 300 м от дороги на южном склоне горы. На поверхности представлено овальной по форме насыпью из кусков скальной породы в три-четыре слоя диаметрами 315 и 430 см. Расположено длинной стороной с востока на запад. Нижний слой кладки состоял из глыб длиной 60 см, на которых лежали в два-три слоя глыбы меньшего размера, а центр кладки был завален мелкими камнями. Костей человека не было обнаружено, были найдены только кости животных: в восточной части погребения между камнями обломок кости с эпифизом некоторого крупного животного, возможно лошади; рядом с кладкой трубчатая кость ноги барана. Сразу под кладкой была обнаружена могильная яма овальной формы, забутованная мелким камнем в два слоя. Яма длинной стороной ориентирована с востока на запад и имеет диаметры 130 и 220 см. На глубине 15 см, сразу под забутовкой в западной части могильной ямы попадались древесные угольки, куски горелого дерева и сажистые пятна. В восточной части могильной ямы на глубине 90 см обнаружен подправленный ножевыми срезами рог косули, кроме того, в заполнении также найдены позвонок и трубчатая кость ноги барана. Могила имеет ровное дно длиной 180 и шириной 60 см.
На поверхности погребение № 8 было представлено каменной насыпью, наваленной в два-три слоя, с овальной кладкой, мощность по центру до 45 см, которая отличается от всех остальных погребений довольно большим размером — с запада на восток 250 см и с севера на юг 320 см, со сторожевым камнем в северной половине на расстоянии 100 см от торца. По одной из версий, сторожевые камни сооружались многими тюркскими племенами Тывы, Алтая, Монголии и были связаны с культом предков и поставлены для того, чтобы охранять жилище мёртвых. По другой, этот столб служил коновязью, которая у бурят и монголов называется сэргэ (похожий обычай существовал у якутов, алтайцев и казахов). В этом погребении сэргэ из камня находился не рядом с могилой, а был встроен в надмогильную кладку. И. В. Асеев предположил, что это хун-сэргэ (человек-конь), термин у аларских бурят. Похожие камни, но только не безликие, а с наскальными рисунками коней и антропоморфов, были обнаружены также в Монголии. Под каменной насыпью на глубине 10 см шла прослойка буроватого гумуса, под ней была обнаружена овальная могильная яма размером 210 на 85 см, вытянутая с севера на юг. Северная часть могильной ямы перекрыта плитами, которые уложены плашмя в два слоя и под которыми располагается колода из лиственницы — верхняя и нижняя её половины, причём между ними проступают кусочки войлока. В южной половине могильной плиты также сохранились верхняя и нижняя часть колоды, а середина превратилась в труху, внутри куски колоды обуглены. Погребённый лежал вытянуто на спине, головой на север, сохранность скелета очень плохая. Сверху костяк был перекрыт тремя обугленными плахами толщиной 5—8 см, которые сохранились лучше, чем сама колода. У теменной части черепа костяка обнаружена вырезанная из бересты фигурка человека — тотем. Между бедренными костями погребённого была найдена трубчатая кость ноги барана, а чуть ниже костяной наконечник стрелы. У правой руки погребённого, касаясь его локтевого сустава, находилась костяная накладка на лук, с частично сохранившейся берестяной обмоткой, часть костяной накладки найдена у правого колена. На локтевом суставе левой руки лежали два сильно поржавевших и спёкшихся железных наконечника стрел с остатками древков на черешках, а также костяные наконечники плохой сохранности. На тазовых костях между кистями рук находилась сильно окислившаяся железная пластина. У левого коленного сустава найдена такая же по величине пластина, но лучшей сохранности — четырёхугольная с пятью нашлёпками на одной из плоскостей, четыре из них расположены по углам и одна в центре. С обратной стороны эти нашлёпки расклёпаны, возможно это была пряжка от поясного ремня. По этому инвентарю, аналогичному в погребениях бурхотуйской культуры, была вычислена относительная датировка могильника — около X века.
Погребение № 9 расположено в 100 м от дороги на южном склоне горы, где и погребение № 1. Кладка погребения имеет вытянуто-овальную форму, ориентированную длинной стороной с северо-востока на юго-запад. Диаметры кладки 280 и 350 см. Сложена из небольших камней в два слоя. Сразу под кладкой шла гумусированная прослойка мощностью около 15 см, после которой проявилось могильная яма овальной формы с диаметрами 80 и 120 см. Яма была завалена камнями. На глубине 85 см, на спине лежал погребённый, головой на северо-восток. Скелет был сильно разрушен каменной забутовкой. В области грудной клетки погребённого были найдены шесть бусин из голубоватого стекла и одна из белого. В области таза найдена небольшая металлическая пластина.

## Охранный статус
Памятник археологии состоит на государственной охране в соответствии с Постановлением правительства Республики Бурятия № 337 от 28 сентября 2001 года.
В едином государственном реестре объектов культурного наследия (памятников истории и культуры) народов Российской Федерации приказом Министерства культуры РФ № 111621-р от 3 октября 2017 года могильник Варварина Гора зарегистрирован как объект культурного наследия федерального значения «Старая Брянь. Могильник „Варварина гора“», с присвоением ему регистрационного номера 031740896130006.